# 明日的記憶/Crazy Moon～妳·是·無敵的～
《明日的記憶/Crazy Moon～妳‧是‧無敵的～》是嵐的第26枚單曲。於2009年5月27日發行。唱片公司為J Storm。收錄於精選專輯《1999-2009 完全精選!》。

## 解說
- 發行日期與前作《Believe/烏雲散去、天氣晴》相距3個月，接續前作的雙A面單曲。於嵐而言，是首次連續兩單曲皆為雙A面單曲。
- 與前作同樣，以初回限定盤1、初回限定盤2、通常盤共3種形態發售。初回限定盤1中的是《明日的記憶》的PV，初回限定盤2的是《Crazy Moon～妳‧是‧無敵的～》的PV（初回限定盤1與2的曲順相反），通常盤則是各種的Original Karaoke，各計4曲。另外這次並沒有收錄c/w曲，上一次是第11枚單曲《赤腳的未來/比言語更重要的東西》。
- 《明日的記憶》是成員櫻井翔主演的日本電視台系周六劇集《THE QUIZ SHOW 第2季》的主題曲。上一次接手此一檔期主題曲的是第10枚單曲《不知所措》。另外這是自《truth/前往風的彼方》起，包含前作大野的solo曲，連續四季發行劇集主題曲，並且連續2作皆為櫻井翔主演的作品的主題曲。
- 《Crazy Moon～妳‧是‧無敵的～》是KOSÉ「ESPRIQUE PRECIOUS」的廣告歌。此曲很罕有地，比發售日提早約1個月就在TBS的《歌番》中披露了演出，廣告自身亦在2009年初就開始播出。另外，A面歌中有廣告歌，是自第16枚單曲《安啦沒問題》以來。而舞蹈設計者是屋良朝幸（Music Academy）。
- 在《明日的記憶》的PV中，所有成員以象徵初夏的白色衣裝攝影。《Crazy Moon～妳‧是‧無敵的～》的PV攝影則是在幕張展覽館中進行的。
- 發售當日，亦是擔任成員松本潤主演劇集《微笑》主題曲的椎名林檎《滿滿的財富》，以及在劇中共演的新垣結衣《浮世繪》的發售日。而第二次出席《Music Station》時剛好也是椎名林檎出席的一次（週間排行榜的結果是椎名第3，新垣第10）。

### 主要紀錄
- 於2009年6月8日付的公信榜週間排行榜取得首位，更新了從《PIKA★★NCHI DOUBLE》直至本作，連續15張、合計22張的連續1位紀錄。在公信榜日間單曲榜中，發售日前一天也就是5月26日的銷量為約23萬枚，比前作的首日銷量還要高。[1]第二天以後銷量形勢不如前作，但仍接續前作突破初動50萬枚，並且僅僅超越了前作的初動銷量。另外同一藝人連續2張單曲的初動銷量突破50萬枚，是自桑田佳祐（《破浪強尼》及《白色戀人們》）以來久違8年的記錄。[2]
- 儘管只是發售了2週，仍無阻單曲於2009年公信榜上半期單曲榜中位列第2，列於《Believe/烏雲散去、天氣晴》之後。同一歌手獨佔上半期單曲第1、2位，是自1988年光GENJI以來久違21年。[3]
  - 以7月13日付的公信榜單日單曲榜中，與後作《Everything》共時有2作進入前十為終結，取得嵐最長的連續6週進入前十的紀錄。在這之前的最長紀錄是《Love so sweet》、《truth/前往風的彼方》、《Believe/烏雲散去、天氣晴》的連續5週，不連續的最長紀錄則是《One Love》的8週。
- 在2009年10月的日本唱片協會認證中，獲得連續5作的雙白金獎認證。

## 收錄曲

### 通常盤
1. 明日的記憶
日本電視台電視劇《電視審判秀》主題曲櫻井翔 主演
2. Crazy Moon～妳‧是‧無敵的～
化妝品牌KOSÉ「ESPRIQUE PRECIOUS」廣告歌
3. 明日的記憶 (Original Karaoke)
4. Crazy Moon～妳‧是‧無敵的～(Original Karaoke)

### 初回限定盤A

#### CD
1. 明日的記憶
2. Crazy Moon～妳‧是‧無敵的～

#### DVD
1. 明日的記憶 Music Video

### 初回限定盤B

#### CD
1. Crazy Moon～妳‧是‧無敵的～
2. 明日的記憶

#### DVD
1. Crazy Moon～妳‧是‧無敵的～ Music Video